# Comuna Savciîn, Sokal
Savciîn (în ucraineană Савчин) este o comună în raionul Sokal, regiunea Liov, Ucraina, formată din satele Huta și Savciîn (reședința).

## Demografie
Componența lingvistică a comunei Savciîn
     Ucraineană (99,83%)
     Alte limbi (0,18%)
Conform recensământului din 2001, majoritatea populației comunei Savciîn era vorbitoare de ucraineană (99,83%), existând în minoritate și vorbitori de alte limbi.